# Antropologia forense

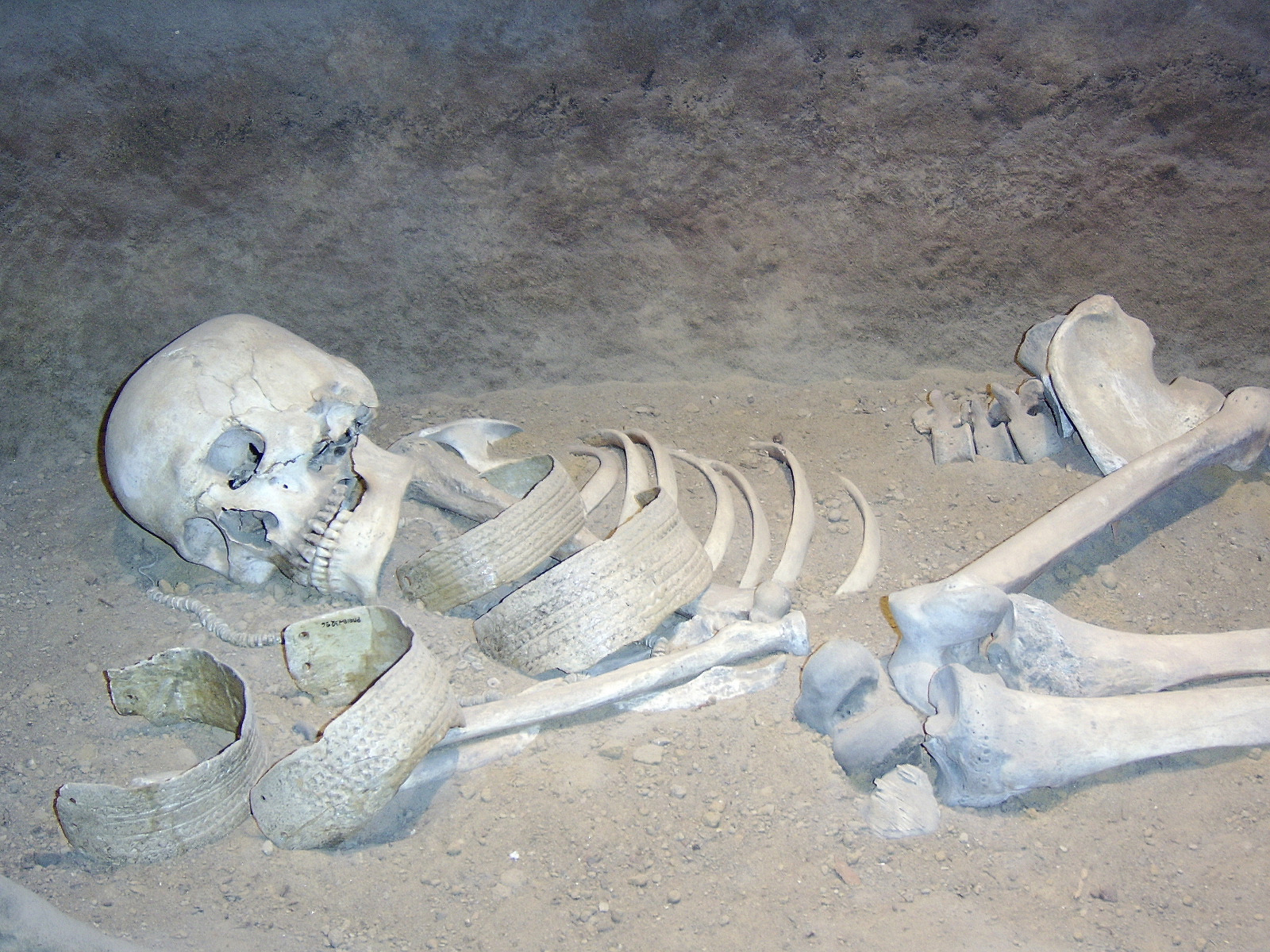
Resti di uno scheletro umano.

L'antropologia forense è la disciplina che studia i resti umani nell'ambito di indagini dell'autorità giudiziaria allo scopo di identificarli e di fornire informazioni utili all'accertamento delle circostanze e delle cause della morte e all'individuazione di eventuali responsabili.

## Visione generale
A differenza del medico legale, l'antropologo forense studia in genere corpi in avanzato stadio di decomposizione, che quindi presentano particolari problemi di identificazione e individuazione delle circostanze della morte. Molto dipende dalla formazione di provenienza di chi si addentra in questa branca, dal momento che oggi, in Italia, non esiste una vera e propria specializzazione in materia. È tuttavia consigliabile una formazione medico-scientifica o biologica. Non è infatti da confondere l'Antropologia Forense con l'Antropologia in settore antico o archeologico, che può vedere l'afferenza anche di curricula di tipo umanistico. 
L'ambito di competenza principale dell'antropologo forense è costituito quindi dalle ossa, interagendo in multidisciplinarità con molte figure quali il medico legale in primis, soprattutto in caso di non completa scheletrizzazione, l'odontologo forense per tutto ciò che attiene alle strutture dentali e mascellari.
L'approccio al settore forense, inoltre, necessita di una conoscenza almeno generica delle altre scienze forensi per una migliore ed efficace interazione, ma soprattutto una conoscenza delle discipline giuridiche, dal momento che è su quel terreno che si opera.
L'antropologia forense si trova quindi ad interagire con molte discipline, tra cui:
- Anatomia
- Istologia
- Patologia
- Archeologia
- Paleontologia
- Antropologia fisica
- Odontoiatria

## Attività
Nonostante lo scopo primario dell'antropologo forense sia quello di stabilire l'identità del cadavere, il suo studio può fornire numerose informazioni utili all'indagine, non ultimo la determinazione della causa della morte qualora ve ne sia traccia impressa sulle ossa. In presenza di tessuti molli residui è comunque necessario l'intervento del medico legale.

### Operazioni preliminari
Il primo compito dell'antropologo, nel caso del ritrovamento di uno scheletro, è quello di determinare se si tratti di resti umani, animali o di origine inorganica. Fatto questo è necessario stabilire se si è di fronte a una morte recente o se si hanno davanti resti di epoca storica, il che viene in genere determinato cercando eventuali segni di lunga sepoltura e osservando se nel luogo del ritrovamento erano presenti chiodi, resti di una bara o altri oggetti. Attualmente le analisi isotopiche hanno compiuto grandi passi in questa direzione, permettendo di datare non più solo resti antichi. Grazie ad un migliorando nella precisione dei risultati forniti, queste analisi si prestano anche ad applicazioni forensi.

### Etnia

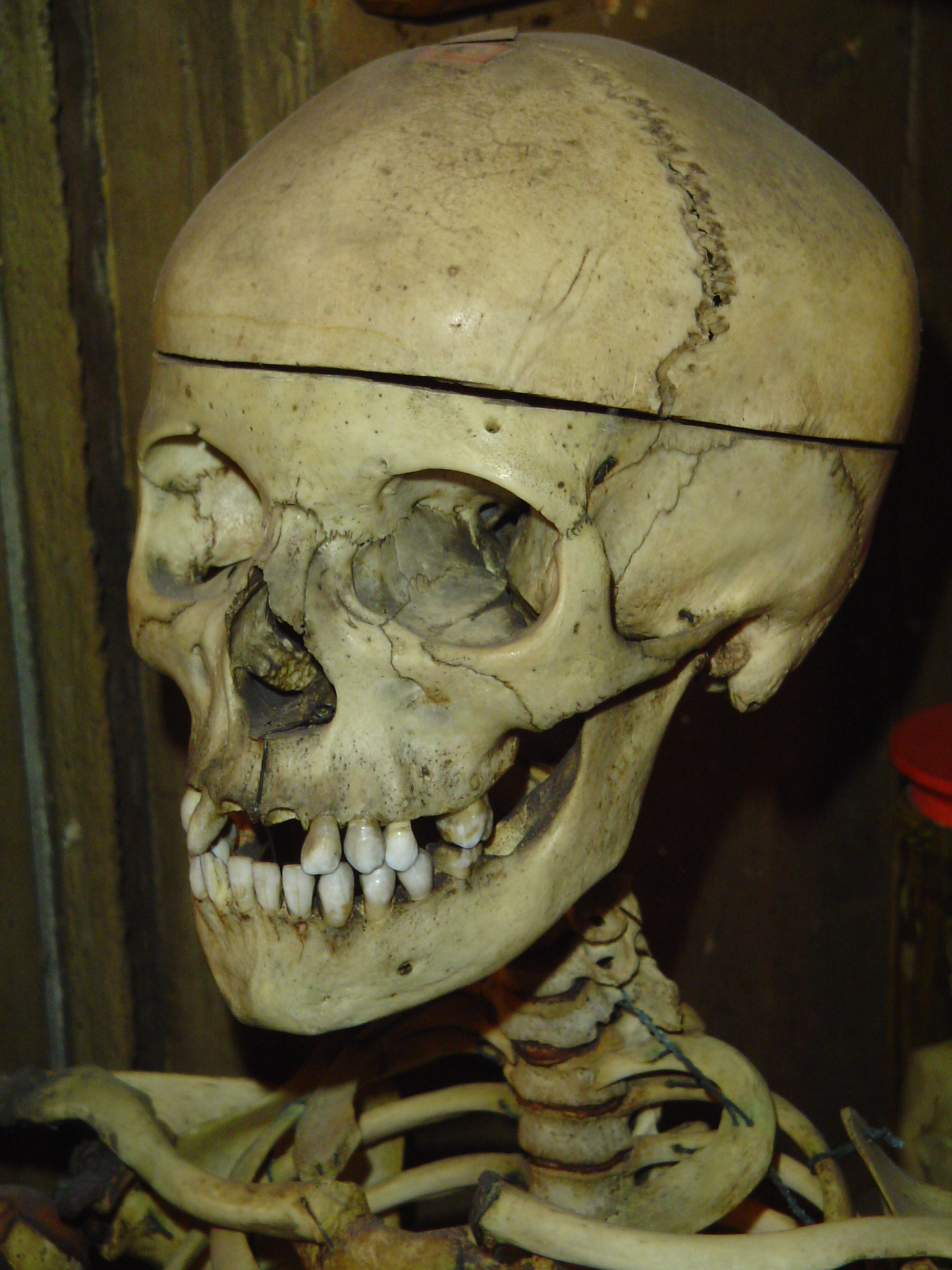
Cranio umano

Grazie alla struttura ossea è possibile stabilire il gruppo etnico di appartenenza dello scheletro, se caucasoide, negroide o mongoloide. Le principali indicazioni in merito sono date dalla conformazione del cranio, in particolare dalla forma dell'apertura nasale, delle orbite e dei denti e dal prognatismo, ma anche dal rapporto femore-tibia e omero-ulna, e, se presenti, dai capelli ancora attaccati al cranio.

### Sesso
La determinazione del sesso si ottiene osservando principalmente il cranio, il bacino e le altre ossa pelviche, che costituiscono la principale differenza a livello osseo tra individui di sesso maschile e di sesso femminile. Altre informazioni al riguardo possono comunque essere ottenute dall'analisi del femore e dell'omero.

### Età
Il dato sull'età veniva ricavato dall'analisi del grado di usura della dentizione. Tale metodo, ancora in uso in ambito archeologico, non ha sufficiente affidabilità per un'applicazione forense. I metodi più affidabili sono quelli su base dentale, per lo più dal punto di vista radiologico (situazione che vede la necessità della competenza dell'odontologo forense) per lo studio delle radici degli elementi dentali e, in particolare dalla radice del terzo molare dal momento che è il dente che permette di valutare meglio i contesti di interesse giuridico a cavallo della maggiore età. In relazione all'età inoltre varia la situazione delle giunture dell'epifisi delle ossa lunghe, nelle quali col tempo diminuisce lo strato della cartilagine articolare, e il grado di sinostosi delle suture craniche. Altre informazioni sull'età, infine, possono venire dall'osservazione di eventuali fenomeni di tipo degenerativo e di alterazioni di tipo artrosico, in particolar mofo a carico della colonna vertebrale, che possono essere indice di un'età avanzata.

### Statura
In mancanza di uno scheletro completo può essere molto difficile desumere quale doveva essere la statura della persona in vita. Una stima attendibile può essere ottenuta dalla misurazione delle ossa lunghe, confrontando questa misura con i dati relativi al gruppo etnico e al sesso con gli opportuni strumenti matematici. La stima soffre però di numerose approssimazioni nel caso in cui queste ossa non siano complete.

### Tempo dal decesso
La determinazione del tempo trascorso dalla morte, o PMI (Post Mortem Interval) può essere estremamente difficile, perché nei cadaveri studiati dal forense hanno già avuto termine tutti i fenomeni cadaverici che di norma permettono una facile determinazione del momento della morte. Lo stato del cadavere inoltre è influenzato da molti fattori ambientali, quali la temperatura, l'umidità dell'aria e l'umidità e l'acidità del suolo (nel caso di un cadavere sepolto), tutti fattori che l'antropologo deve tenere in considerazione.
Il PMI viene stimato in base alla presenza di tessuti molli e alla loro condizione, nonché allo stato di conservazione delle ossa. Altri elementi che vengono presi in considerazione sono la presenza di insetti (entomologia forense) e/o di piante e radici (botanica forense).

### Traumi

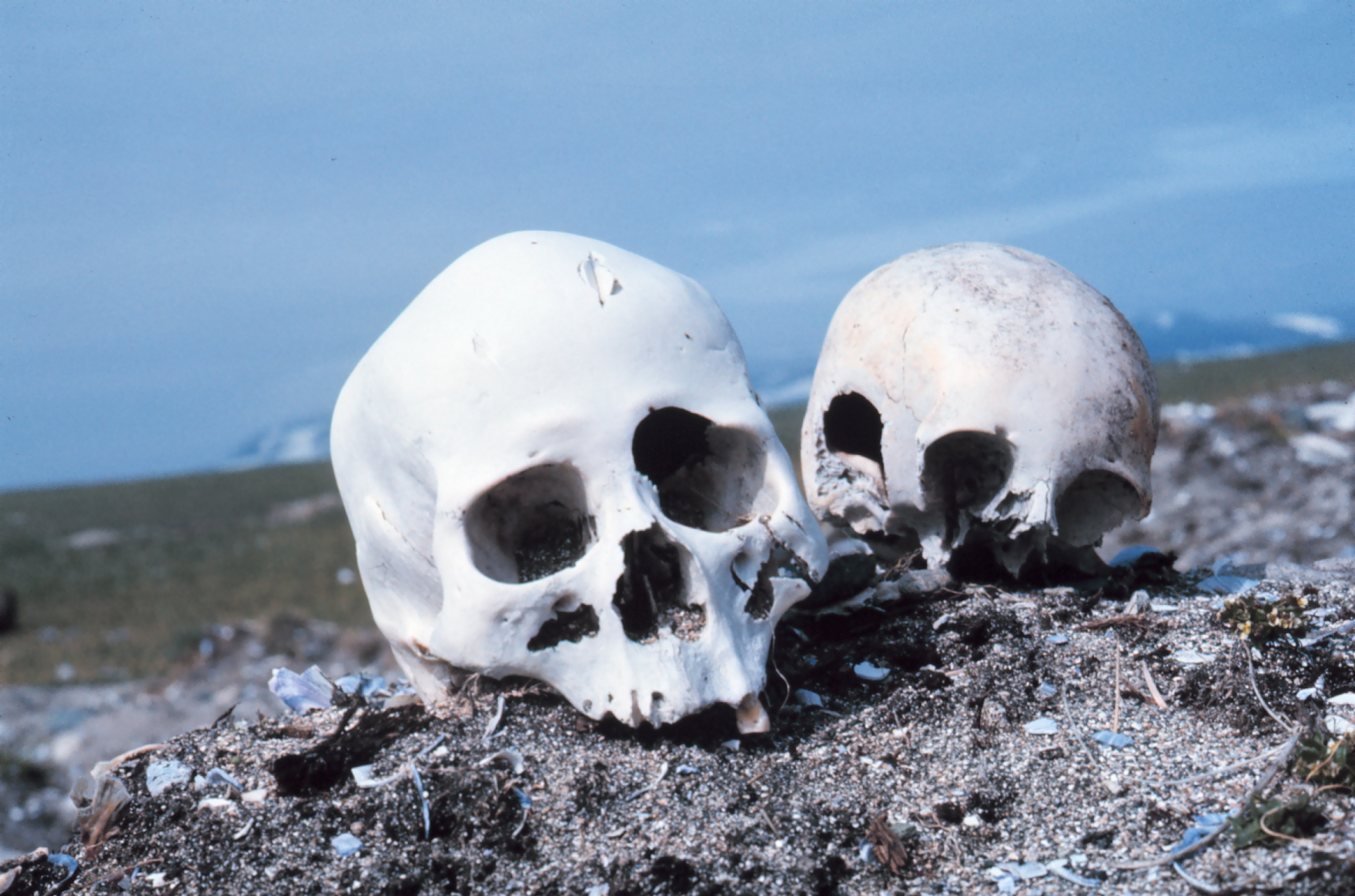
Resti umani rinvenuti su una spiaggia

Per facilitare l'identificazione del corpo e la determinazione delle circostanze del decesso vengono analizzati eventuali traumi presenti sul cadavere, determinando, in base alla reazione dei tessuti, se sono avvenuti prima o dopo la morte, con quale oggetto e con quali modalità sono stati inferti. Vengono analizzati anche eventuali traumi cosiddetti ante-mortem, fratture ormai saldate, esiti di interventi chirurgici,  dispositivi medici (es. viti endo-ossee) integratisi con l'osso. Si cercano infine, eventuali malformazioni congenite, allo scopo di restringere ulteriormente il campo per l'identificazione.

### Ricostruzione del volto
Grazie ad una tecnica chiamata ricostruzione facciale (manuale o digitale) è possibile ottenere una stima dell'aspetto che il deceduto poteva avere in vita. La ricostruzione avviene su una copia del cranio, sul quale sono applicati dei supporti di spessore standard in base al gruppo etnico all'età e al sesso. Più in generale, questi spessori vengono scelti sulla base del profilo antropologico precedentemente effettuato e indicano lo spessore dei tessuti molli in punti specifici. Sulla base di questi supporti vengono ricostruiti i fasci muscolari della testa e del viso, che vengono poi ricoperti con plastilina o creta per riprodurre l'aspetto naturale del viso con la pelle. Oggi questa tecnica è affiancata dalle tecniche computerizzate, che permettono la ricostruzione facciale a partire da una ricostruzione tridimensionale del cranio ottenuta mediante la Tac o mediante fotografia 3D.

## Antropologi forensi più noti
| Nome e Cognome    | Conosciuti per | Note   |
| ----------------- | --- | ------ |
| Sue Black         | Membro fondatore della British Association for Human Identification. Direttrice del Centre for Anatomy and Human Identification e del Leverhulme Centre for Forensic Science della University of Dundee.                                       | [ 1 ]  |
| Karen Ramey Burns | Ha lavorato in casi di genocidio e all'identificazione di vittime degli Attentati dell'11 settembre 2001 e dell'Uragano Katrina. | [ 2 ]  |
| Michael Finnegan  | Ha lavorato all'identificazione del criminale statunitense Jesse James. | [ 3 ]  |
| Richard Jantz     | Tra gli sviluppatori di FORDISC. | [ 4 ]  |
| Ellis R. Kerley   | Ha lavorato all'identificazione di Josef Mengele e delle vittime del suicidio di massa di Jonestown. | [ 5 ]  |
| William R. Maples | Ha lavorato all'identificazione dello zar Nicola II e di altri membri della famiglia Romanov; ha esaminato i resti del Presidente Zachary Taylor che presentavano tracce di avvelenamento da arsenico.                                         | [ 6 ]  |
| Fredy Peccerelli  | Fondatore e direttore della Guatemalan Forensic Anthropology Foundation. | [ 7 ]  |
| Kathy Reichs      | A lei è ispirata Temperance "Bones" Brennan della serie tv Bones. È anche l'autrice di 19 libri, la maggior parte hanno come tema l'antropologia forense.                                                                                      | [ 8 ]  |
| Clyde Snow        | Ha lavorato all'identificazione del faraone Tutankhamon e delle vittime dell'attentato di Oklahoma City come anche all'omicidio di John F. Kennedy.                                                                                            | [ 9 ]  |
| Mildred Trotter   | Ha ideato calcoli statistici per il calcolo della statura basati sulle ossa umane lunghe attraverso l'esame di vittime della guerra di Corea.                                                                                                  | [ 10 ] |
| Kewal Krishan     | Scoperte nel campo dell'antropologia forense in India. | [ 11 ] |
| William M. Bass   | Ha creato la prima body farm per scoprire l'evolversi della decomposizione dei corpi nei diversi casi, ad esempio sepolti parzialmente, sepolti in un periodo particolare dell'anno, lasciati fuori alla mercé degli animali, oppure bruciati. | [ 12 ] |
| Athina Eskioglou  | Il primo testimone esperto in antropologia forense per l'ufficio del procuratore distrettuale in Grecia. Scoperte nel campo dell'antropologia forense in Grecia.                                                                               | [ 14 ] |